# El Brujo Ezequiel
Ezequiel Luis Romero, más conocido como El Brujo Ezequiel (n. Santa Fe, 23 de septiembre de 1962), es un cantante y compositor de cumbia argentina. Reconocido por su larga trayectoria musical participando en distintas bandas como Grupo Trinidad, Aguamarina, Los Tekilas, Maracaibo y Los Tropicanos. Sus composiciones han sido grabadas en distintos países del mundo como Argentina, Uruguay, Chile, Perú, Bolivia y Colombia. Es considerado uno de los más reconocidos exponentes de la cumbia santafesina, realizando presentaciones por todo el territorio argentino, uruguayo y chileno. 

## Carrera
Ezequiel Luis Romero, nacido el 23 de septiembre de 1962 en barrio "Centenario" de la ciudad de Santa Fe (Argentina), comenzó su carrera musical a los trece años en el grupo "Aguamarina" en el que permaneció hasta 1980. Ese mismo año se incorpora a "Maracaibo" hasta el 1984. Luego de un breve paso por "Los Tropicanos" (1985) se integra al "Grupo Trinidad".
En el año 1986 se convertiría en la voz líder del Grupo Trinidad, donde grabaría cuatro álbumes ("Mucho quiero de ti", "Falsa de amor", "Nada para dar", "Agarrala") y le concedería su lugar a "Leo Mattioli" para comenzar con su etapa solista. 
En 1993 graba su primer disco solista para Fonovisa Records llamado "Un grande". Sería para 1996 donde se consagraría con su segundo disco denominado "Simplemente Ezequiel" con canciones de su propia autoría como lo son "traigo una rosa", "sola y triste", "lo lamento" (siendo grabadas en países como Perú, Bolivia, Colombia y Uruguay).
Lleva grabados 30 álbumes y ha participado en grabaciones junto a bandas como Rubén Deicas (Los Palmeras), Grupo Cali, Sergio Torres, Uriel Lozano, Chanchi y Los Auténticos, Mario Luis y Mario Pereyra.

## Discografía
| Año  | Disco              | Sello discográfico |
| ---- | ------------------ | ------------------ |
| 1987 | Mucho quiero de ti | Microfón           |
| 1989 | Falsa de amor      | Warner / CHM       |
| 1990 | Nada para dar      | Warner / CHM       |
| 1991 | Agarrala           | CHM                |

| Año  | Disco                      | Sello discográfico |
| ---- | -------------------------- | ------------------ |
| 1992 | La voz...!!!               | Musigrand          |
| 1993 | Un grande                  | Musigrand          |
| 1994 | Fabulosos vol. 2           | GAPP Records       |
| 1996 | Simplemente Ezequiel       | Fonovisa           |
| 1997 | Pequeña adolescente        | Fonovisa           |
| 1998 | La voz                     | Senn Producciones  |
| 1999 | El Ganador                 | Leader             |
| 2001 | Grabado con sangre         | Leader             |
| 2002 | Serie fantástica           | Colo Music         |
| 2003 | La gorda me quiere         | Colo Music         |
| 2003 | Nostalgioso corazón        | Colo Music         |
| 2004 | Traigo una rosa (en vivo)  | Colo Music         |
| 2004 | Matador                    | Colo Music         |
| 2005 | Fiesta santafesina         | Barca              |
| 2005 | Amantes                    | Colo Music         |
| 2006 | Espalda con espalda        | Colo Music         |
| 2006 | En vivo                    | Colo Music         |
| 2007 | El baile del monito        | Colo Music         |
| 2008 | Amantes y suicidas         | Colo Music         |
| 2009 | Cambio suegra              | Colo Music         |
| 2010 | 20 Grandes éxitos          | Colo Music         |
| 2010 | Sencillamente              | Colo Music         |
| 2011 | La venganza del tigre      | Colo Music         |
| 2012 | Mentirosa                  | Colo Music         |
| 2013 | Un clásico                 | Colo Music         |
| 2014 | El gran machista           | Colo Music         |
| 2015 | 37 Años... de magia        | Colo Music         |
| 2017 | El gato blanco de Ezequiel | Colo Music         |
| 2018 | 40 Años                    | Colo Music         |
| 2020 | Lo mejor de Colo Music     | Colo Music         |